# Amilosucrasi
La amilosucrasi è un enzima appartenente alla classe delle transferasi, che catalizza la seguente reazione:
saccarosio + (1,4-α-D-glucosile)n ⇄ D-fruttosio + (1,4-α-D-glucosile)n+1